# Eastbound & Down
Eastbound & Down ist eine US-amerikanische Comedyserie, die vom Hauptdarsteller Danny R. McBride mitentwickelt, -geschrieben und -produziert wurde. Produzent und Nebendarsteller ist der Schauspieler Will Ferrell.

## Handlung
Der ehemalige Profi-Baseballspieler Kenny Powers sieht sich gezwungen, nach dem blamablen Ende seiner Sportlerkarriere und einigen lausigen Jahren ohne Starruhm in seine Heimatstadt Shelby, North Carolina zurückzukehren. Dort lebt er bei seinem Bruder Dustin, dessen Frau und den drei Kindern, die ihn allesamt mehr dulden, als ihm Gastfreundlichkeit zuteilwerden zu lassen. In seiner ehemaligen Schule wird er als Sportlehrer angeheuert und verliebt sich gleich in die körperlichen Reize seines damaligen Highschool-Dates, das nun Lehrerin ist und sich mit dem Rektor verlobt hat. Im Umfeld von willigen Schülern sieht Kenny die Chance, an seinen ehemaligen Starkult anknüpfen zu können.

## Produktion und Ausstrahlung
Die Serie wurde von der Produktionsfirma des Schauspielers Will Ferrell und des Regisseurs Adam McKay produziert, die bereits den Film Die Stiefbrüder realisierte.
Regie führten Jody Hill (16 Episoden), David Gordon Green (12 Episoden) und Adam McKay (1 Episode).

### USA
Die Serie startete auf HBO mit 671.000 Zuschauern bei der ersten Episode und 904.000 Zuschauern bei der sechsten und letzten Episode der ersten Staffel. Dieser Zuschauerzuwachs ermutigte HBO eine zweite Staffel in Auftrag zu geben, die seit dem 26. September 2010 ausgestrahlt wird. Am 27. Oktober 2010 wurde bekannt, dass HBO eine dritte Staffel in Auftrag gegeben hat. Im März 2011 wurde bekannt gegeben, dass es sich bei der dritten Staffel um die letzte handeln solle, die vom 19. Februar bis zum 15. April 2012 ausgestrahlt wurde. Anfang Juli 2012 bestellte HBO jedoch eine vierte Staffel, bestehend aus 8 Episoden. Als Produktionsbeginn der vierten Staffel wurde der 7. Juni 2013 bekannt gegeben. Die Ausstrahlung dieser vierten Staffel, die nun wiederum als die letzte angekündigt wurde, erfolgte vom 29. September bis zum 17. November 2013.

### Deutschland
In Deutschland strahlt der Bezahlsender Sky Atlantic HD Eastbound & Down seit dem 21. August 2013 aus. Dabei werden die ersten drei Staffeln nacheinander gezeigt.

## Besetzung
| Rollenname                 | Schauspieler          | Hauptrolle (Staffeln) | Gastrolle (Staffeln) |
| -------------------------- | --------------------- | --------------------- | -------------------- |
| Kenny Powers               | Danny R. McBride      | 1–4                   |                      |
| Stevie Janowski            | Steve Little          | 1–4                   |                      |
| April Buchanon             | Katy Mixon            | 1, 4                  | 2–3                  |
| Dustin Powers              | John Hawkes           | 1                     | 2–4                  |
| Terrence Cutler            | Andrew Daly           | 1                     | 2–3                  |
| Cassie Powers              | Jennifer Irwin        | 1                     | 2–3                  |
| Vida                       | Ana de la Reguera     | 2                     |                      |
| Sebastian Cisneros         | Michael Peña          | 2                     |                      |
| Roger Hernandez            | Marco Rodríguez       | 2                     |                      |
| Catuey                     | Efren Ramirez         | 2                     |                      |
| Maria                      | Elizabeth De Razzo    | 3                     | 2                    |
| Ivan Dochenko              | Ike Barinholtz        | 3                     |                      |
| Clegg                      | Ben Best              |                       | 1-2                  |
| Dustin Powers Jr.          | Ethan Alexander McGee |                       | 1-3                  |
| Pat Anderson               | Adam Scott            |                       | 1-2                  |
| Tracy                      | Sylvia Jefferies      |                       | 1-2                  |
| Wayne Powers               | Bo Mitchell           |                       | 1-2                  |
| Ashley Schaeffer           | Will Ferrell          |                       | 1, 3                 |
| Reg Mackworthy             | Craig Robinson        |                       | 1, 3                 |
| Eduardo Sanchez Powers     | Don Johnson           |                       | 2–3                  |
| Roy McDaniel               | Matthew McConaughey   |                       | 2–3                  |
| Casper                     | Erick Chavarria       |                       | 2–3                  |
| Aaron                      | Deep Roy              |                       | 2                    |
| Hector                     | Joaquin Cosío         |                       | 2                    |
| Stadionsprecher            | Eddie Sotelo          |                       | 2                    |
| Shane Gerald / Cole Gerald | Jason Sudeikis        |                       | 3                    |
| Tammy Powers               | Lily Tomlin           |                       | 3                    |

## Internationale Erstausstrahlungen
| Land                   | Sender                        | Erstausstrahlung   |
| ---------------------- | ----------------------------- | ------------------ |
| Vereinigte Staaten     | HBO                           | 15. Februar 2009   |
| Kanada                 | HBO Canada                    | 15. Februar 2009   |
| Portugal               | MTV Portugal                  | 9. Juli 2009       |
| Schweden               | CANAL+ Scandinavia            | 11. August 2009    |
| Australien             | Showcase (Showtime Australia) | 26. August 2009    |
| Vereinigtes Königreich | FX                            | 1. Oktober 2009    |
| Neuseeland             | Comedy Central                | 27. Oktober 2009   |
| Polen                  | HBO Comedy                    | 24. Januar 2010    |
| Niederlande            | Comedy Central                | 30. April 2010     |
| Rumänien               | HBO Romania                   | 29. Mai 2010       |
| Norwegen               | NRK                           | 15. September 2010 |